# Abordagem de quatro campos
A abordagem de quatro campos na antropologia vê a disciplina como composta pelos quatro subcampos de Arqueologia, Linguística, Antropologia Física e Antropologia Cultural (conhecidos jocosamente pelos alunos como "pedras", "tons", "ossos" e "tronos"). A abordagem é convencionalmente entendida como tendo sido desenvolvida por Franz Boas, que desenvolveu a disciplina de antropologia nos Estados Unidos.   Uma reavaliação das evidências em 2013 indicou que a ideia da antropologia de quatro campos tem uma história mais complexa do século XIX na Europa e na América do Norte.  É mais provável que a abordagem estivesse sendo usada simultaneamente em diferentes partes do mundo, mas não foi amplamente discutida até que fosse ensinada em nível colegiado nos Estados Unidos, Alemanha, Inglaterra e França em 1902.  Para Boas, a abordagem dos quatro campos foi motivada por sua visão holística para o estudo do comportamento humano, que incluiu atenção analítica integrada à história da cultura, cultura material, anatomia e história da população, costumes e organização social, folclore, gramática e uso da linguagem. Durante a maior parte do século 20, os departamentos de antropologia dos Estados Unidos abrigaram antropólogos especializados em todos os quatro ramos, mas com a crescente profissionalização e especialização do campo, elementos como a lingüística e a arqueologia passaram a ser considerados em grande parte como disciplinas separadas. Hoje, os antropólogos físicos muitas vezes colaboram mais estreitamente com a biologia e a medicina do que com a antropologia cultural.  No entanto, é amplamente aceito que uma análise completa dos quatro campos é necessária para explicar de forma precisa e completa um tópico antropológico.